# Jason London
Jason Paul London (San Diego, California, 7 de noviembre de 1972) es un actor estadounidense, reconocido por su papel de Randall "Pink" Floyd en la película Dazed and Confused de Richard Linklater (1993). London interpretó a un adolescente rebelde en las películas Broken Vessels (1998) y $pent (2000). Interpretó al héroe de la mitología griega Jasón en la miniserie de la NBC Jasón y los Argonautas (2000). También protagonizó la película Poor White Trash (2000).
Su hermano gemelo Jeremy también es actor. En 2003, ambos aparecieron en un episodio de la serie 7th Heaven titulado "Smoking". Jeremy fue el doble de riesgo de Jason en la película The Man in the Moon (1991).

## Filmografía
| Año        | Título                                           | Rol                      | Notas                                                                            |
| ---------- | ------------------------------------------------ | ------------------------ | -------------------------------------------------------------------------------- |
| 1991       | December                                         | Russell Littlejohn       |                                                                                  |
| 1991       | The Man in the Moon                              | Court Foster             |                                                                                  |
| 1991       | Blood Ties                                       | Cody Puckett             | Película para televisión                                                         |
| 1991       | False Arrest                                     | Eric                     | Película para televisión                                                         |
| 1993       | Country Estates                                  | Adam Reed Johnson        | Película para televisión                                                         |
| 1993       | I'll Fly Away: Then and Now                      | Nathaniel Bedford        | Película para televisión                                                         |
| 1993       | A Matter of Justice                              | Chris                    | Película para televisión                                                         |
| 1993       | Dazed and Confused                               | Randall 'Pink' Floyd     |                                                                                  |
| 1993       | Tales from the Crypt                             | Henderson                | Episodio: "House of Horror"                                                      |
| 1994       | Safe Passage                                     | Gideon Singer            |                                                                                  |
| 1995       | My Teacher's Wife                                | Todd Boomer              |                                                                                  |
| 1995       | Fall Time                                        | Tim                      |                                                                                  |
| 1995       | The Outer Limits                                 | Jay Patton               | Episodio: "Caught in the Act"                                                    |
| 1995       | To Wong Foo, Thanks for Everything! Julie Newmar | Bobby Ray                |                                                                                  |
| 1995       | The Barefoot Executive                           |                          | Television movie                                                                 |
| 1996       | Countdown                                        | Chris Murdoch            |                                                                                  |
| 1996       | If These Walls Could Talk                        | Kevin Donnelly           | Television movie                                                                 |
| 1997       | Friends 'Til the End                             | Simon                    | Television movie                                                                 |
| 1997       | Mixed Signals                                    | Alex                     |                                                                                  |
| 1998       | Broken Vessels                                   | Tom                      |                                                                                  |
| 1999       | Frontline                                        | Robert                   |                                                                                  |
| 1999       | The Rage: Carrie 2                               | Jesse Ryan               |                                                                                  |
| 1999       | Alien Cargo                                      | Christopher McNiel       | Película para televisión                                                         |
| 2000       | Jason and the Argonauts                          | Jason                    | Película para televisión                                                         |
| 2000       | The Hound of the Baskervilles                    | Sir Henry                | Película para televisión                                                         |
| 2000       | Poor White Trash                                 | Brian Ross               |                                                                                  |
| 2000       | $pent                                            | Max                      |                                                                                  |
| 2001       | Night Visions                                    | Richard Lansky           | Episode: "The Passenger List/Bokor"                                              |
| 2001       | Out Cold                                         | Rick Rambis              |                                                                                  |
| 2002       | A Midsummer Night's Rave                         | Stosh                    |                                                                                  |
| 2003       | 7th Heaven                                       | Sid Hampton              | Episode: "Smoking"                                                               |
| 2003       | Last Stand                                       | Pvt. James Cavanaugh     | short                                                                            |
| 2003       | Dracula II: Ascension                            | Luke                     | Direct-to-video                                                                  |
| 2003       | Grind                                            | Jimmy Wilson             |                                                                                  |
| 2003       | Wasabi Tuna                                      | Evan                     |                                                                                  |
| 2004       | CSI: Crime Scene Investigation                   | Keith Garbett            | Episode: "Mea Culpa"                                                             |
| 2004       | Identity Theft: The Michelle Brown Story         | Justin                   | Television movie                                                                 |
| 2005       | Out of the Woods                                 | Matt Fleming             | Television movie                                                                 |
| 2005       | Wildfire                                         | Bobby                    | 10 episodes                                                                      |
| 2005       | The Prophecy: Uprising                           | Simon                    | Direct-to-video                                                                  |
| 2005       | The Prophecy: Forsaken                           | Simon                    | Direct-to-video                                                                  |
| 2005       | Dracula III: Legacy                              | Luke                     | Direct-to-video                                                                  |
| 2006       | To Kill a Mockumentary                           | Tucker                   | Direct-to-video                                                                  |
| 2006       | Glass House: The Good Mother                     | Ben Koch                 | Direct-to-video                                                                  |
| 2006       | Greed                                            | Robert                   |                                                                                  |
| 2006       | Criminal Minds                                   | William Lee              | Episode: "Aftermath"                                                             |
| 2007       | Adventures of Johnny Tao                         | Jimmy                    |                                                                                  |
| 2007       | Grey's Anatomy                                   | Jeff Pope                | Episode: "Didn't We Almost Have It All?"                                         |
| 2007       | Who's Your Monkey?                               | Bobby                    |                                                                                  |
| 2007       | Showdown at Area 51                              | Jake Townsend            |                                                                                  |
| 2007- 2008 | Saving Grace                                     | Randy Matsin             | Episodes: "A Language of Angels" (2007), "It's Better When I Can See You" (2008) |
| 2008       | All Roads Lead Home                              | Cody                     |                                                                                  |
| 2008       | Killer Movie                                     | Mike                     |                                                                                  |
| 2008       | Ghost Whisperer                                  | Dr. Ryan Heller          | Episode: "Big Chills"                                                            |
| 2009       | The Evolution of Ethan Baskin                    | Ethan Baskin             |                                                                                  |
| 2009       | The Devil's Tomb                                 | Hicks                    | Direct-to-video                                                                  |
| 2009       | Do You Know Me                                   | Jake Farber              | Television movie                                                                 |
| 2009       | Sutures                                          | Detective Zane           |                                                                                  |
| 2009       | The Wishing Well                                 | Mark Jansen              | Television movie                                                                 |
| 2009       | A Golden Christmas                               | Mitch                    |                                                                                  |
| 2010       | NCIS                                             | Dwight Kasdan            | Episodio: "Guilty Pleasures"                                                     |
| 2010       | The Putt Putt Syndrome                           | Johnny                   |                                                                                  |
| 2010       | Smitty                                           | Russell                  |                                                                                  |
| 2010       | Monsterwolf                                      | Yale                     |                                                                                  |
| 2010       | Fight or Flight                                  | Cale                     |                                                                                  |
| 2010       | Maskerade                                        | Arthur Brown             |                                                                                  |
| 2010       | 51                                               | Aaron "Shoes" Schumacher |                                                                                  |
| 2010       | Snow Beast                                       | Barry                    |                                                                                  |
| 2011       | The Lamp                                         | Stanley Walters          |                                                                                  |
| 2012       | Lego Hero Factory                                | Nathan Evo               | "Breakout" (Parts One & Two)                                                     |
| 2012       | Black Box                                        | Jason                    |                                                                                  |
| 2013       | Wiener Dog Nationals                             | Phil Jack                |                                                                                  |
| 2015       | Zombie Shark                                     | Maxwell Cage             |                                                                                  |
| 2015       | Awaken                                           | Rich                     |                                                                                  |
| 2016       | Dam Sharks                                       | Tanner Brooks            |                                                                                  |
| 2016       | My First Miracle                                 | Father Lawrence          |                                                                                  |
| 2016       | As Far as the Eye Can See                        | Jack Ridge               | Elenco principal                                                                 |
| 2017       | Nightworld                                       | Brett Anderson           |                                                                                  |
| 2018       | The Second Coming of Christ                      | John Zachary             |                                                                                  |
| 2018       | The Christmas Contract                           | Luc Doucette             |                                                                                  |
| 2018       | Falling For Angels                               | Chase                    |                                                                                  |
| 2018       | Amanda and the Fox                               | Amanda’s Dad             |                                                                                  |
| 2019       | Marriage Killer                                  | Robert /Husband          |                                                                                  |
| 2019       | Full Count                                       | Ted Young                |                                                                                  |